# Чангён-ванху
Чангён-ванху́ (10 августа 1491 г. — 16 марта 1515 г.) — чосонская королева-консорт, была второй супругой вана Чунджона из династии Ли. Происходила из знатной семьи из клана Папён Юн; её личное имя — Юн Мёнхе́, Чангён-ванху — её посмертное имя. Она была королевой-консортом с 1507 года до своей смерти в 1515 году. В браке родила двух детей: мальчика и девочку, сын стал следующим правителем Чосона.

## Жизнеописание
Юн Мён Хе (윤명혜) родилась 10 августа 1491 года во время двадцать второго года правления короля Сонджона. Ее отец, Юн Ёпиль, был членом клана Папён Юн, а мать была членом клана Сунчхон Пак (순천 박씨, 順天 朴氏). Она была пятым по счету ребенком из шести детей в семье и четвертой дочерью среди своих пяти сестер и ее единственным старшим братом Юн Имом.
Через своего отца она является троюродной сестрой королевы Мунджон и Юн Вон Хёна, а также правнучатой племянницей королевы Чонхви. Сестра ее отца вышла замуж за двоюродного брата королевы Чонсун; таким образом, ее тетя стала невесткой Им Са Хона. Как и невестка И Хана, принц Аньяна (안양군 이항; 1480–1505); который был сыном короля Сонджона и королевской супруги Гви-ин из клана Чогё Чон, а также двоюродной бабушкой королевы Инхон и прапрабабушкой короля Инджо.
Поскольку ее мать умерла в 1498 году после того, как она родила младшую сестру, ее тетя по материнской линии, великая принцесса-консорт Сынпён из клана Сунчон Пак, вырастила ее вместо матери. Хотя Юн Ёпиль больше не женился, у леди Юн была младшая сводная сестра. Но в родословной ее семьи или отца не упоминается никаких сведений о наложнице или второй матери, кроме имени ее младшей сводной сестры и года рождения.
Старшая сестра леди Юн, принцесса Папхён, вышла замуж за принца Докпуна (ее сводного двоюродного брата), который был сыном великого принца Вольсана (сын королевы Инсу) и пасынком ее тети по материнской линии.
В 1506 году (в течение первого года правления короля Чунджона) леди Юн вошла во дворец в качестве наложницы короля в списке внутреннего двора, получив титул сук-уй (숙의, 淑 儀), младшая наложница короля 2-го ранга . После того, как королева Дангён была свергнута, Юн Сук-уй была выбрана из других наложниц и стала королевой-консортом Чосона.
13 июня 1511 года королева родила принцессу Хёхе, старшую дочь короля Чончжона, а 10 марта 1515 года она позже родила сына И Хо, будущего короля Инджона.

## Смерть
Королева умерла шесть дней спустя во дворце Кёнбок в покоях павильёна Бёль дворца Гонг в возрасте 24 лет из-за послеродовой болезни. Она была похоронена в Хуирен в городе Коян, провинция Кёнгидо, и посмертно была удостоена титула королевы Чангён.

## После смерти
После её смерти 29-летний король Чунджон позже женился на 17-летней дочери Юн Джи Има из клана Папён Юн, которая посмертно была удостоена звания королевы Мунджон, в 1517 году. Она родила принцессу Уйхе в 1521 году, принцессу Хёсон в 1522 году, безымянного ребенка в 1528 году, принцессу Кёнхён в 1530 году, будущего короля Чосона Мёнджона в 1535 году и принцессу Инсун в 1542 году.
Поскольку наследный принц долгое время был политическим защитником королевы, позже он превратился в политического врага, от которого королеве следовало избавиться ради будущего собственного сына. В «Анналах династии Чосон» рассказывается история королевы, которая пригрозила наследному принцу не убивать ее братьев и её собственного сына. Ее враждебность была вызвана не только ее амбициями, но и манипуляциями Юн Има и покойного Ким Ан Ро, направленными на избавление от королевы.
Многие в фракции Сарим считали, что Инджон был отравлен Сонрёль, поскольку правление сына покойной королевы, короля Инджона, длилось всего 9 месяцев, но нет никаких доказательств того, что это было так. Согласно неофициальным хроникам, есть история о Сонрёль, наконец, проявившей любовь к своему «приемному» сыну Инджону после десятилетий вежливого безразличия (на самом деле закулисной ненависти).
Было высказано предположение, что из-за политического безразличия и попытки Инджона получить материнскую любовь от мачехи королева Мунджон медленно отравила своего пасынка, короля Инджона, накормив его ттоком (рисовый пирог). В результате он умер 7 августа 1545 года, передав трон ее биологическому сыну, королю Чосона Мёнджону (младшему сводному брату короля Инджона).
В хрониках также говорится, что вдовствующую королеву Сонрёль часто посещали духи по ночам после смерти Инджона. Поскольку ее это беспокоило, она перенесла свою резиденцию из дворца Кёнбок во дворец Чхандок.
Королева Мунджон в конце концов стала королевой-регентом на протяжении всего правления своего сына, пока не умерла двадцать лет спустя, 5 августа 1565 года.

## Семья

### Родители
- Отец — Юн Ёпхиль (1466—1555) (윤여필, 尹汝弼)
- Дядя — Юн Ёхэ (윤여해, 尹汝諧)
  - 1) Дед — Юн Бо (? — 1494) (윤보, 尹甫)[2]
    - 2) Прадед − Юн Саюн (윤사윤, 尹士昀) (1409 — 7 декабря 1461); Второй старший брат королевы Чонхви
      - 3) Прапрадедушка − Юн Беон[уточнить] (윤번, 尹璠) (1384—1448); Отец королевы Чонхви
        - 4) Прапрапрадедушка − Юн Сынни (윤승례, 尹承禮) (? — 13 октября 1397 г.)
          - 5) Прапрапрапрадедушка — Юн Чок (윤척, 尹陟)
          - 5) Прапрапрапрабабушка — госпожа Ли из клана Чонви Ли (전의 이씨)

        - 4) Прапрапрабабушка — госпожа Гвон из клана Андон Гвон (안동 권씨)

      - 3) Прапрабабушка — Великая внутренняя принцесса-консорт Хыннён из клана Инчхон Ли (흥녕부대부인 인천 이씨)

    - 2) Прабабушка — принцесса-консорт Пусан из клана Сувон Чхве (부산현부인 수원 최씨, 釜山縣夫人 水原崔氏)

  - 1) Бабушка — госпожа Ли из клана Чонджу Ли (정부인 전주 이씨, 貞夫人 全州 李氏)[3]
- Мать — Внутренняя принцесса-консорт Сунчон из клана Пак Сунчон (순천부부인 순천 박씨, 順天府夫人 順天 朴氏) (? — 1498)[4]
  - 1) Дедушка − Пак Чонсон (1435—1481) (박중선)[5]
  - 1) Бабушка — госпожа Хо из клана Янчхон Хо (양천 허씨)
- Тетя — Великая внутренняя принцесса-консорт Сынпхён из клана Сунчон Пак (승평부대부인 박씨, 昇平府大夫人 朴氏) (1455 — 20 июля 1506). Муж: Великий принц Вольсан (월산대군) (5 января 1454 — 22 января 1488); сын королевы Инсу
  - Сводный двоюродный брат — Ли Ли, принц Докпун (덕풍군 이이, 德 豊 君 李恞) (20 августа 1485 — 26 марта 1506)[6]
- Тётя — госпожа Пак из клана Сунчон Пак (순천 박씨, 順天 朴氏). Муж: Син Мучжон (신무정, 辛武鼎)
- Тётя — госпожа Пак из клана Сунчон Пак (순천 박씨, 順天 朴氏). Муж: Ли Так (이탁, 李鐸)
- Тётя — госпожа Пак из клана Сунчон Пак (순천 박씨, 順天 朴氏). Муж: Хан Ик (한익, 韓翊) (1460—1488)[7]
  - Двоюродный брат — Хан Сечан (한세창, 韓世昌)
  - Двоюродный брат — Хан Сукчан (한숙창, 韓叔昌) (1478—1537)[8]
- Тётя — госпожа Пак из клана Сунчон Пак (순천 박씨, 順天 朴氏). Муж: Ким Джун (김준, 金俊)
- Дядя − Пак Вончжон (박원종, 朴元宗) (1467—1510). Жена: госпожа Юн из клана Папхён Юн (파평 윤씨)
  - Приёмная двоюродная сестра — Королевская благородный супруга Гён из клана Парк Мирьян (경빈 박씨, 敬嬪 朴氏) (1492—1533)[9]
  - Сводный двоюродный брат — Пак Он (박운, 朴雲)
- Тётя — принцесса-консорт Сынпхён из клана Сунчон Пак (승평부부인 순천 박씨, 昇平府夫人 順天朴氏) (? — 1485); Вторая жена великого принца Джана. Муж: великий принц Джан (제안대군, 齊安大君) (13 февраля 1466 г. — 14 декабря 1525 г.); сын королевы Ансун
  - Приёмный двоюродный брат — Ли Па, принц Накпун (이파 낙풍군) (13 января 1515 — 15 сентября 1571)

### Братья и сёстры
- Старшая сестра — принцесса Папхён из клана Папхён Юн (파평현부인 윤씨, 坡平縣夫人 尹氏) (1485 — 16 января 1536)
  - Шурин — Ли Ли, принц Докпун (덕풍군 이이, 德豊君 李恞) (1485—1506)[10]
    - Племянник — Ли Джу, принц Парим (파림군 이주, 坡林君 李珘) (1500—1541)
    - Племянник — Ли Ю, принц Герим (계림군 이유, 桂林君 李瑠) (1502—1545)[11]
      - Жена племянника — принцесса-консорт Ёнчан из клана Джуксан Ан (연창군부인 죽산 안씨, 延昌郡夫人 竹山 安氏)
      - Жена племянника — принцесса-консорт Очхон из клана Ёниль Чжон (오천군부인 연일 정씨, 烏川郡夫人 延日 鄭氏)[12]
        - Внучатый племянник — Ли Си (연양정 이시, 延陽正 李諟)

      - Жена племянника — госпожа Но из клана Гёха Но (교하 노씨, 交河 盧氏)
        - Внучатый племянник — Ли Хён (이형, 李詗)
        - Внучатый племянник — Ли Ху (이후, 李詡)
        - Внучатый племянник — Ли Хо, принц Чонъян (정양군 이회, 李誨)
        - Внучатый племянник — Ли Рян, принц Ыньян (은양군 이량, 李諒)
        - Внучатая племянница — госпожа Ли из клана Чонджу Ли (전주 이씨, 全州 李氏)
        - Внучатая племянница — госпожа Ли из клана Чонджу Ли (전주 이씨, 全州 李氏)

    - Племянник — Ли Ри (전성부정 이리, 全城副正 李璃)
- Старшая сестра — принцесса-консорт Папхён из клана Папхён Юн (파평군부인 윤씨, 坡平郡夫人 尹氏)
  - Шурин — Ли Чжон, принц Палгё (팔계군 이정, 八溪君 李淨)
- Старший брат — Юн Им (윤임, 尹任) (1487 — 30 августа 1545)
  - Невестка — госпожа Ли из клана Ёхын Ли (정부인 증 정경부인 여흥 이씨) (? — 1528)
    - Племянница — госпожа Юн (윤씨)
    - Племянница — госпожа Юн (윤씨)
    - Племянник — Юн Хынин (윤흥인, 尹興仁) (1516 — сентябрь 1545)
      - Жена племянника — госпожа Ан из клана Сунхын Ан (순흥 안씨)
        - Внучатый племянник — Юн Гён (윤경)
        - Внучатый племянник — Юн Хо (윤호, 尹琥)
          - Жена внучатого племянника — Хон Окхван (홍옥환, 洪玉環), госпожа Хон (1531 -?)[13]

        - Внучатый племянник — Юн Бал (윤발, 尹 玉+發)
        - Внучатая племянница — госпожа Юн (윤씨)
          - Муж внучатой племянницы — Сим Гванбо (심광보)

        - Внучатая племянница — госпожа Юн (윤씨)
          - Муж внучатой племянницы — Им Ыну (임응우)

    - Племянник — Юн Хын-уй (윤흥의, 尹興義)
      - Жена племянника — госпожа Хан (한씨)
        - Внучатая племянница — госпожа Юн (윤씨)
          - Муж внучатой племянницы — Ли Гонён (이견용)

        - Внучатая племянница — госпожа Юн (윤씨)
          - Муж внучатой племянницы — Гу Самин (구사민)

    - Племянник — Юн Хынни (윤흥례, 尹興禮)
      - Жена племянника — госпожа Ян (양씨)
        - Внучатая племянница — госпожа Юн (윤씨)
          - Муж внучатой племянницы — Ли Док Ын (이덕응)

        - Внучатая племянница — госпожа Юн (윤씨)
          - Муж внучатой племянницы — Ли Хонъюн (이홍윤)

        - Приёмный внучатый племянник — Юн Бал (윤발, 尹 玉+發); сын Юн Хынина

  - Невестка — госпожа Гвак из клана Хёнпунг Гвак (정부인 증 정경부인 현풍 곽씨) (1517—1589)
    - Племянник — Юн Хын-джи (윤흥지, 尹興智)
      - Жена племянника — госпожа Пак (박씨)
        - Внучатый племянник — Юн Чим (윤침)

    - Племянник — Юн Хынсин (윤흥신, 尹興信) (? — 1592)
      - Жена племянника — госпожа Син (신씨)
        - Внучатый племянник — Юн Сон (윤성, 尹珹)
        - Внучатый племянник — Юн Со (윤서)

    - Племянник — Юн Хынчун (윤흥충, 尹興忠)
      - Жена племянника — госпожа Ли (이씨)
- Старшая сестра — Юн Чхондок (윤천덕, 尹千德), госпожа Юн из клана Папхён Юн (1488-?)
  - Шурин — Ким Хун (김혼, 金渾) из клана Каннын Ким
- Младшая сестра — госпожа Юн (윤씨, 尹氏) (1498-?)
  - Шурин — Ли Ыксон (이억손, 李億孫) из клана Чонджу Ли; Ли Ён, сын принца Чонгана (청안군 이영, 淸安君 李嶸)[14]
- Младшая сводная сестра — Юн Окчун (윤옥춘, 尹玉春) (1518 — ?)

### Супруг
- Муж — Чунджон (ван Чосона) (16 апреля 1488 — 29 ноября 1544) (조선 중종)
  - Свекор — Сонджон (ван Чосона) (성종대왕, 成宗大王) (1457—1494)
  - Свекровь — Юн Чаннён, королева Чонхён из клана Папхён Юн (정현왕후 윤씨, 貞顯王后 尹氏) (1462—1530)

### Дети
- Дочь — Ли Окха́, принцесса Хёхе (13 июня 1511 — 6 мая 1531) (효혜공주). Муж: Ким Хуэй[уточнить] (? — 1531) (김희); сын Ким Анно (김안로, 金安老)
- Внучка — Ким Соно́к (김선옥, 金善玉) из клана Ёнан Ким (연안 김씨, 延安 金氏) (1531 — ?). Муж: Юн Пэквон (윤백원, 尹百源) (1528—1589); племянник королевы Мунджон
- Сын — Ли Хо, Инджон (ван Чосона) (10 марта 1515 — 7 августа 1545) (조선 인종). Жена: королева Инсон из клана Баннам Пак (7 октября 1514 — 6 января 1578) (인성왕후 박씨)

## В искусстве
- Сыграла Го Бо Гёль в сериале KBS2 2017 года « Королева на семь дней» .